# Чижиков, Дмитрий Александрович
Дмитрий Александрович Чижиков (род. 6 декабря 1993, Санкт-Петербург) — российский легкоатлет, специализирующийся в тройном прыжке, мастер спорта России международного класса. Чемпион России в помещении 2018 года. Чемпион Европы среди молодёжи 2015 года.

## Биография
С 2001—2003 учился в лицее 179 ГБОУ г. Санкт-Петербурга. В 2004 году с семьей переехал в г. Колпино и продолжил обучение в ГБОУ средне общеобразовательной школе № 523 Колпинского района Санкт-Петербурга.
В 2012 году поступил в Санкт-Петербургский государственный лесотехнический университет им. Кирова. Бакалавриат — инженер лесозаготовительных производств.
В 2016 году поступил в ЛГУ имени А. С. Пушкина в магистратуру на специальность «преподаватель физической культуры».

## Спортивная карьера
Легкой атлетикой начал заниматься с 2004 года в Колпино. Первый тренер Фролова Ольга Анатольевна (МСМК). Сотрудничество длилось 8 лет (с 2004 по 2012 год), затем Дмитрий переехал в Москву, где сменил тренера.
Действующий тренер — заслуженный тренер России Евгений Михайлович Тер-Аванесов.
С 2011 года в составе команды сборной России.

## Основные результаты

### Международные
| Год  | Соревнования                    | Место проведения | Место  | Результат |
| ---- | ------------------------------- | ---------------- | ------ | --------- |
| 2011 | Чемпионат Европы среди юниоров  | Таллин, Эстония  | 4      | 15,75 м   |
| 2015 | Чемпионат Европы в помещении    | Прага, Чехия     | 20 (q) | 14,61 м   |
| 2015 | Чемпионат Европы среди молодёжи | Таллин, Эстония  | 1      | 17,05 м   |

### Национальные
| Год  | Соревнования                 | Место проведения | Результат | Длина   |
| ---- | ---------------------------- | ---------------- | --------- | ------- |
| 2013 | Чемпионат России в помещении | Москва           | 11        | 15,51 м |
| 2013 | Чемпионат России             | Москва           | 17        | 15,27 м |
| 2014 | Чемпионат России в помещении | Москва           | 9         | 15,87 м |
| 2015 | Чемпионат России в помещении | Москва           | 3         | 16,89 м |
| 2016 | Чемпионат России в помещении | Москва           | 2         | 16,65 м |
| 2016 | Чемпионат России             | Чебоксары        | 5         | 16,46 м |
| 2017 | Чемпионат России в помещении | Москва           | 2         | 16,95 м |
| 2017 | Чемпионат России             | Жуковский        | 3         | 16,85 м |
| 2018 | Чемпионат России в помещении | Москва           | 1         | 16,87 м |